# 蕭孝忠
蕭孝忠（しょう こうちゅう、? - 1043年）は、遼（契丹）の政治家。字は撒板。小字は図古斯。欽哀蕭皇后の従弟にあたる。

## 経歴
開泰年間、祗候郎君となった。聖宗の娘の晋国公主耶律搠古を妻に迎え、駙馬都尉の位を受けた。殿前都点検に累進した。太平年間、北府宰相に抜擢された。
重熙7年（1038年）、東京留守となった。当時、渤海人が蹴鞠をすることが禁止されていたため、孝忠はその禁を弛めるよう上奏して、受け入れられた。
重熙12年（1043年）1月、楚王に封じられ、北院枢密使に任じられた。北院・南院の枢密を統合することを提案して上奏したが、実施されないまま、7月に死去した。11月、楚国王に追封された。
子の蕭阿速は、南院枢密使に上った。

## 伝記資料
- 『遼史』巻81 列伝第11